# Studio Sessions New York 1963
Albums de Duke Ellington
Duke Ellington and John Coltrane
(1962) The Symphonic Ellington
(1963)
Studio Sessions New York 1963 est le quatrième volume de The Private Collection, série d'enregistrements personnels du pianiste, compositeur et leader de big band américain Duke Ellington, publiés pour la première fois en 1987 chez LMR puis chez Saja Records.

## Liste des pistes
| No  | Titre                | Musique                                     | Durée |
| --- | -------------------- | ------------------------------------------- | ----- |
| 1.  | Bad Woman            | Duke Ellington                              | 4:36  |
| 2.  | Jeep's Blues         | Duke Ellington, Johnny Hodges               | 4:08  |
| 3.  | Stoona               | Duke Ellington                              | 4:33  |
| 4.  | Serenade to Sweden   | Duke Ellington, Johnny Hodges, Irving Mills | 4:20  |
| 5.  | Harmony in Harlem    | Duke Ellington                              | 3:14  |
| 6.  | Action in Alexandria | Duke Ellington                              | 2:31  |
| 7.  | Tajm                 | Duke Ellington                              | 3:21  |
| 8.  | Isfahan              | Duke Ellington, Billy Strayhorn             | 3:19  |
| 9.  | Killian's Lick       | Duke Ellington                              | 4:30  |
| 10. | Blousons Noir        | Duke Ellington                              | 3:46  |
| 11. | Elysee               | Billy Strayhorn                             | 2:25  |
| 12. | Butter and Oleo!     | Duke Ellington                              | 4:37  |
| 13. | Got Nobody Now       | Johnny Hodges                               | 2:36  |
| 14. | M.G.                 | Duke Ellington                              | 2:54  |
| 15. | Blue Rose            | Duke Ellington                              | 2:47  |
| 16. | July 18th Blues      | Duke Ellington                              | 5:32  |

## Musiciens
- Duke Ellington : piano
- Ray Nance : cornet
- Cat Anderson, Rolf Ericson, Eddie Preston, Cootie Williams : trompette (pistes 6-8 et 16)
- Lawrence Brown, Buster Cooper : trombone (pistes 6-8 et 16)
- Chuck Connors : trombone basse (pistes 6-8 et 16)
- Johnny Hodges, Russell Procope : saxophone alto
- Jimmy Hamilton : clarinette, saxophone ténor
- Paul Gonsalves : saxophone ténor
- Harry Carney : saxophone baryton
- Ernie Shepard : contrebasse
- Sam Woodyard : batterie